# Beechwood (mansión)
Beechwood es una finca junto al río Hudson en Scarborough-on-Hudson, en Briarcliff Manor, en el estado de Nueva York (Estados Unidos). Allí vivieron Frank A. Vanderlip y su familia y es una propiedad contribuidora al Distrito Histórico de Scarborough. La casa y la propiedad fueron propiedad de la familia Vanderlip desde 1906 hasta 1979. El sitio es ahora un complejo de 37 condominios como resultado de un proyecto de desarrollo que comenzó en los años 1980.
Al mismo tiempo, Beechwood es conocido por ser un lugar de rodaje de la película de 1970 House of Dark Shadows, y un lugar de rodaje y el escenario principal de Savages, una película de 1972. En junio de 2016, Money Man: Frank Vanderlip and the Birth of the Federal Reserve se estrenó all.

## Historia
La primera parte de la residencia principal data de 1780 e incluye la chimenea de la cocina original. Benjamin y Ann Folger estuvieron entre los primeros residentes y llamaron a su residencia "Heartt Place". En los años 1830, Folger cedió la propiedad a un autoproclamado profeta, Robert Matthews, quien se creía la reencarnación del Matías del Nuevo Testamento. Matthews persuadió a sus seguidores para que financiaran una ampliación de la casa, a la que había llamado "Zion Hill". Durante este tiempo, Isabella Baumfree (Sojourner Truth) fue ama de llaves para él. Después de gastar el dinero que le habían dado sus seguidores y Folger, Matthews se volvió violento. Más adelante fue juzgado por homicidio y absuelto por falta de pruebas. Matthews fue posteriormente declarado culpable de agredir a su hija mayor y cumplió una breve condena en prisión.
La propiedad que contenía la mansión había pertenecido a la familia Remsen durante décadas. Anna Remsen Webb fue una de las herederas del patrimonio. En los años 1890, el medio hermano de su marido, Henry Walter Webb, contribuyó sustancialmente a la herencia de numerosas propiedades, incluida la propiedad de Remsen y la propiedad de William Creighton (Creighton había llamado a su casa "Beechwood" después de que la compró en 1836). Henry Webb adjuntó el nombre Beechwood a toda la propiedad y la casa. Renovó y amplió la mansión, contratando a R. H. Robertson para duplicar el tamaño de la casa. Robertson diseñó la expansión en estilo neocolonial, para que fuera compatible con el estilo neoclásico federal del original, pero más ornamentado. 
Frank A. Vanderlip y su esposa Narcissa Cox Vanderlip compraron la  propiedad de 9,3 ha a la viuda de Webb en 1906, y compraron más propiedades para que la finca tuviera un total de 50,6 ha. Contrataron a William Welles Bosworth poco después para ampliar aún más la casa y diseñar un ala para su biblioteca y el césped de la finca. En 1907, mientras Vanderlip era vicepresidente del First National City Bank (más tarde Citibank ), envió dos columnas estriadas de granito ahumado de la sede 55 Wall Street a Beechwood (55 Wall Street estaba siendo remodelado y las columnas se volvieron a espaciar, con dos sobrantes). Hizo que las columnas se colocaran dos tercios sobre el suelo en la entrada de Beechwood en Albany Post Road (ahora Ruta 9), una entrada que luego se cerró debido al aumento del volumen de tráfico en la Ruta 9 (la entrada actual está en Scarborough Station Road). Vanderlip también hizo una jaula para los conejos mascotas de sus hijos usando un elevador de hierro forjado desechado, también procedente del banco.  
Entre los invitados que los Vanderlip recibieron en la casa se encontraban Woodrow Wilson, Henry Ford, Sarah Bernhardt, Annie Oakley, Franklin D. Roosevelt, John D. Rockefeller e Isadora Duncan. Los hermanos Wright incluso aterrizaron un avión en la propiedad. En 1910, Vanderlip compró la mansión cercana de Woodlea, aunque su esposa impidió que la familia se mudara, debido a su preferencia por Beechwood sobre la grandiosa Woodlea. Vanderlip luego colaboró con otros propietarios adinerados para crear Sleepy Hollow Country Club, al que vendió Woodlea en 1912. En 1924, Vanderlip compró 57 acres de la propiedad frente al río de Rockwood Hall para agregar a su propiedad. La actriz y modelo Mary Louise Weller alquiló la propiedad en junio de 1973. En 1979, los descendientes de Vanderlip vendieron Beechwood. Se construyeron tres condominios durante una transformación de la mansión en los años 1980. Una expansión posterior resultó en un total de 37 condominios en los 33 acres de la propiedad. 

## Descripción
Cerca del centro de la propiedad, en la esquina suroeste de la Ruta 9 y Scarborough Station Road, se encuentra la mansión del mismo nombre que cuenta con dos grandes entradas porticadas, una biblioteca octogonal de dos pisos, numerosos porches, terrazas y más de 100 habitaciones interiores. Otras estructuras importantes incluyeron un pabellón de caza, una segunda mansión construida para la hija de los Vanderlip, Charlotte, un hogar para el médico de los Vanderlip, y la Escuela Scarborough, una escuela progresista que los Vanderlip establecieron al sur de la mansión en 1916. 
Las 32 ha de zona verde privada, fue diseñada por Frederick Law Olmsted para los Vanderlip y tiene amplias zonas de césped, un bosque de grandes hayas, árboles importados, y un jardín italiano con una alcoba, fuente, y una pequeña piscina con rejas cubiertas de glicinias. Los céspedes, los jardines formales y la glorieta de piedra, erigidos por los Vanderlip, se han conservado y sirven como marco en las ceremonias de boda que ocurren ocasionalmente en la propiedad. 
La finca Beechwood también contenía una cochera, una puerta de entrada, una cancha de squash (que ya no existe) y un estudio de artista de estuco blanco llamado Beech Twig, que fue el hogar del autor John Cheever, cuyos hijos asistieron a la escuela en la propiedad. La familia alquiló la casa hasta que se mudaron a Ossining. Las descripciones del interior del edificio coinciden estrechamente con las descripciones empleadas por Cheever en algunos cuentos. El novelista Richard Yates también vivió en la misma casa cuando era niño, así como otros artistas, escritores y compositores. El garaje de la finca se encuentra al noreste de la mansión y es un edificio de hormigón de dos pisos y techo plano que data de principios del siglo XX.

## Galería

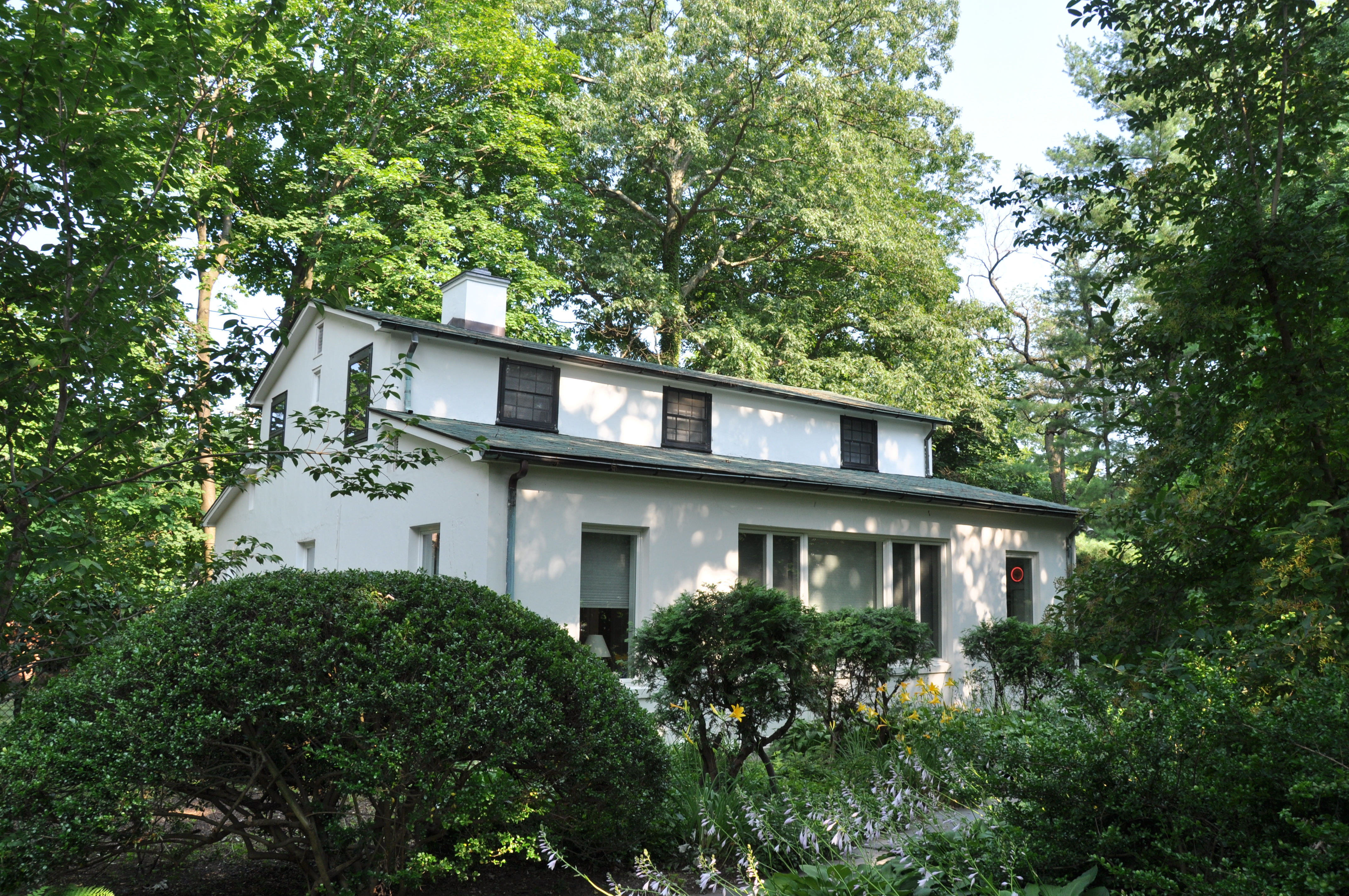
Beechtwig, una de las dos casas de invitados.
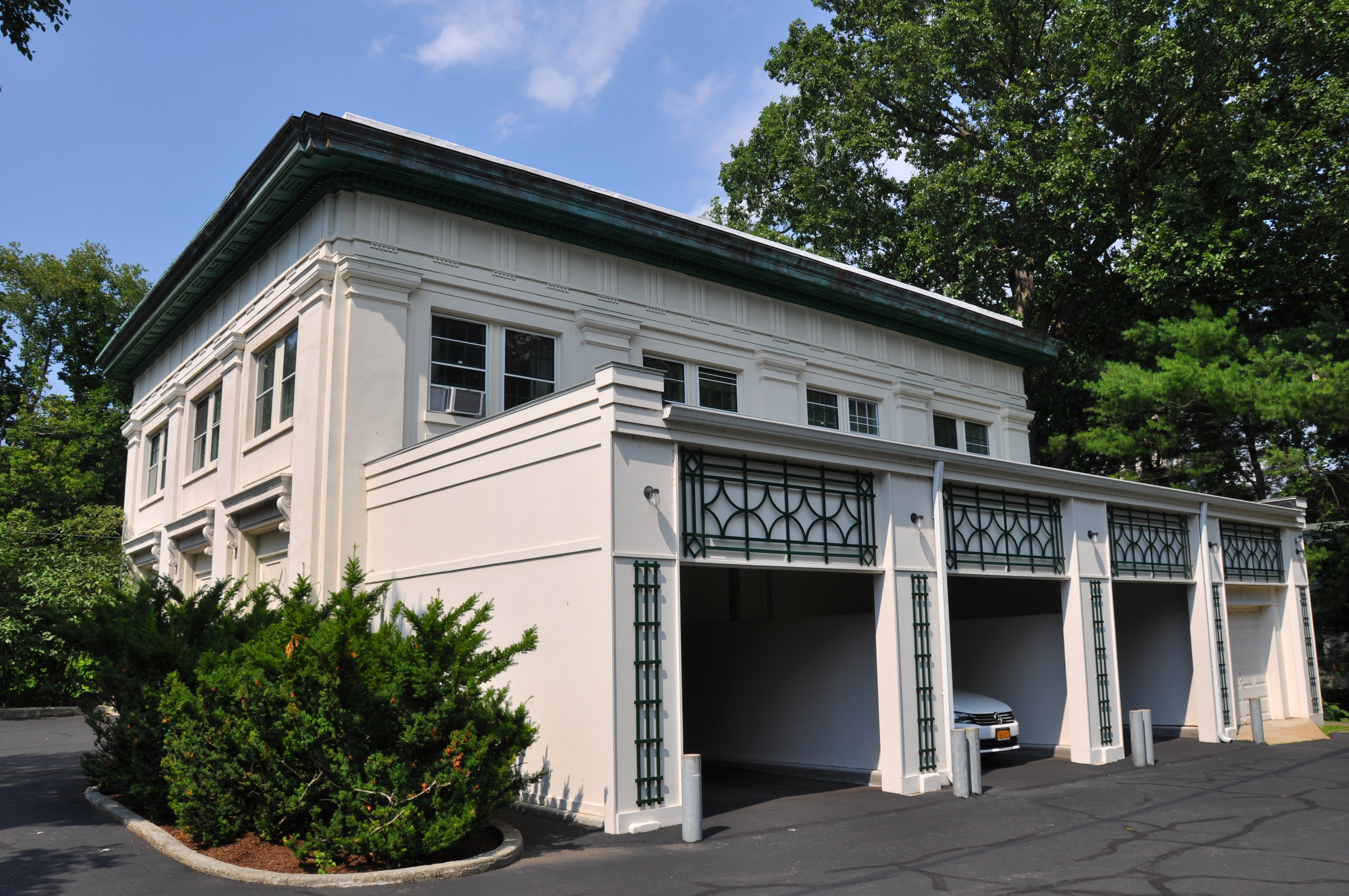
Garaje art déco.
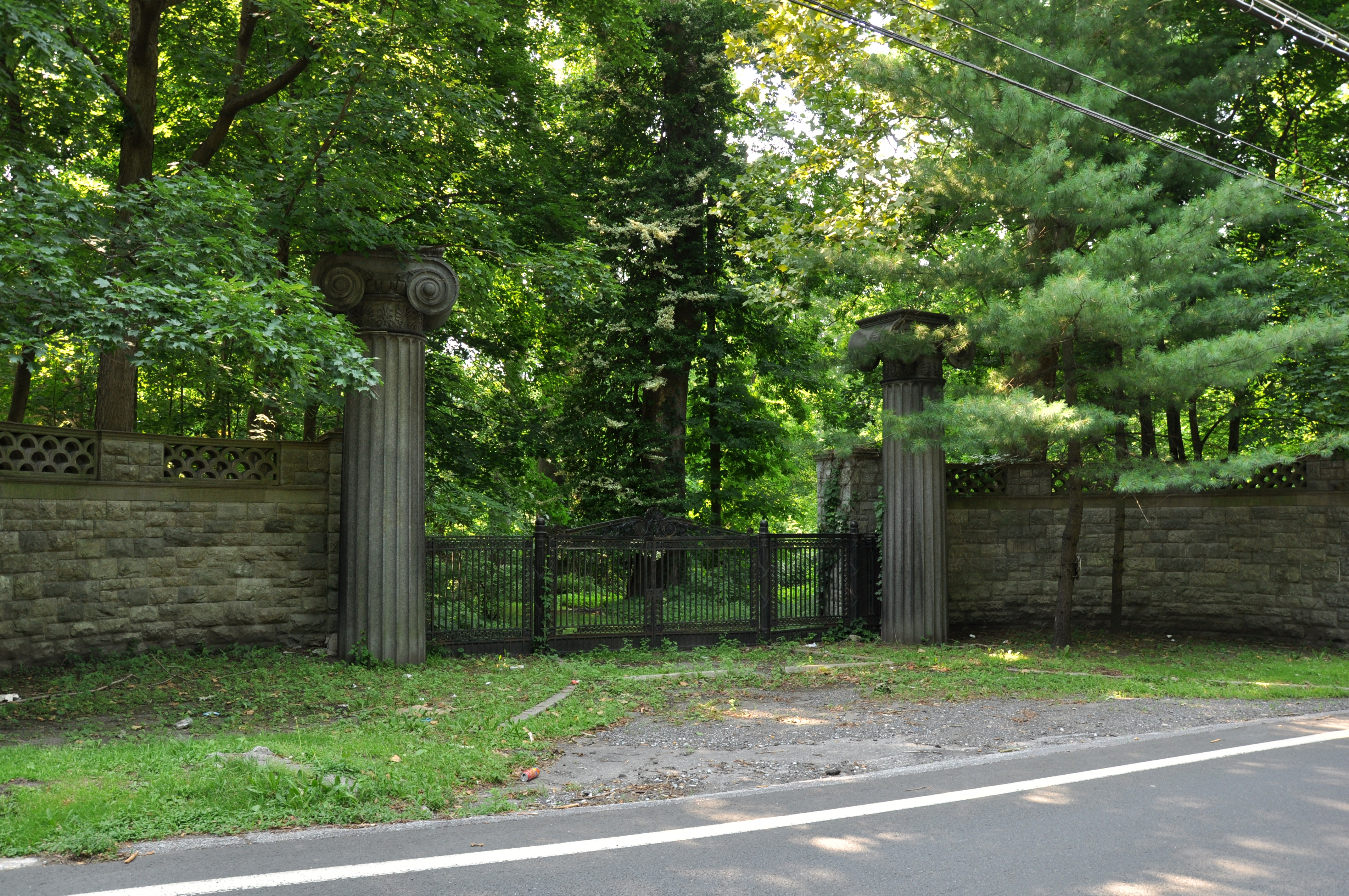
La entrada anterior, diseñada por William Welles Bosworth.
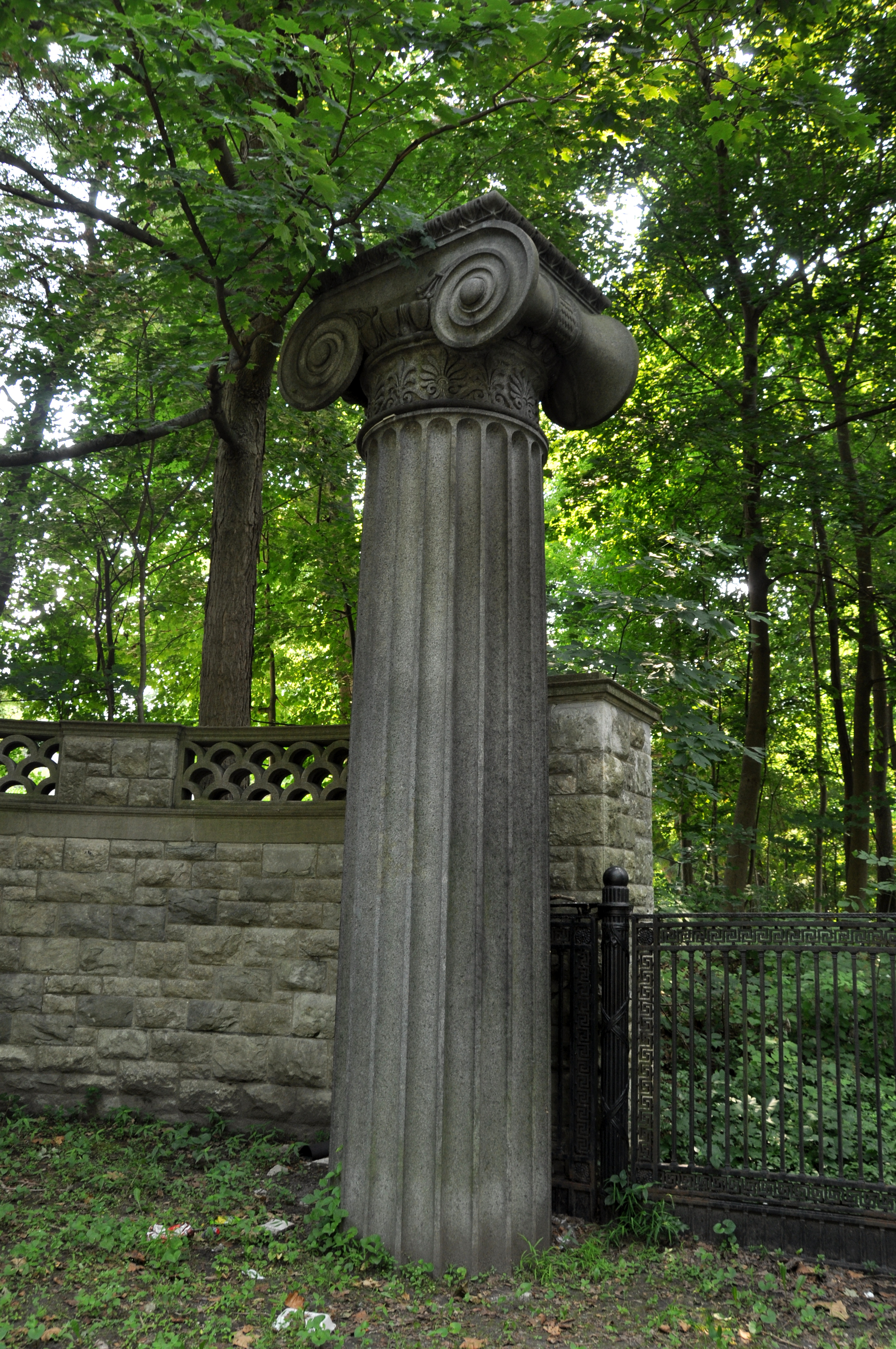
Columna de 55 Wall Street.